# Syðradalur (Streymoy)
Syðradalur es una localidad de las Islas Feroe en la costa occidental de Streymoy, dentro del municipio de Tórshavn. Su nombre significa "valle del sur".
La localidad cuenta con una sola granja y una población de 9 habitantes en 2012. Sin embargo, ya se menciona en documentos de 1590. Syðradalur fue parte del municipio del Extrarradio de Tórshavn entre 1930 y 1978; en este último año se integró al municipio de Argir, y desde 1997 pertenece a Tórshavn.
Se localiza al oeste de la capital y al sur del poblado de Norðradalur, en un valle óptimo para la agricultura. Desde Syðradalur se tiene vista de las islas Koltur y Vágar. Desde 1982 es posible la comunicación por carretera hacia el sur con el pueblo de Velbastaður, y desde ahí hacia Tórshavn. Pese a que Norðradalur es la localidad más cercana, no hay comunicación directa con ésta.